# Abbazia di Sept-Fons
L'Abbaye de Sept-Fons è un'abbazia trappista installata a Dompierre-sur-Besbre, Provincia di Allier nella regione di Alvernia. L'abbazia è stata fondata nel 1132, con il nome Notre Dame de Saint-Lieu. Produce oggi confetture e alimentari come le germe di grano.

## Birra trappista di Sept-fons

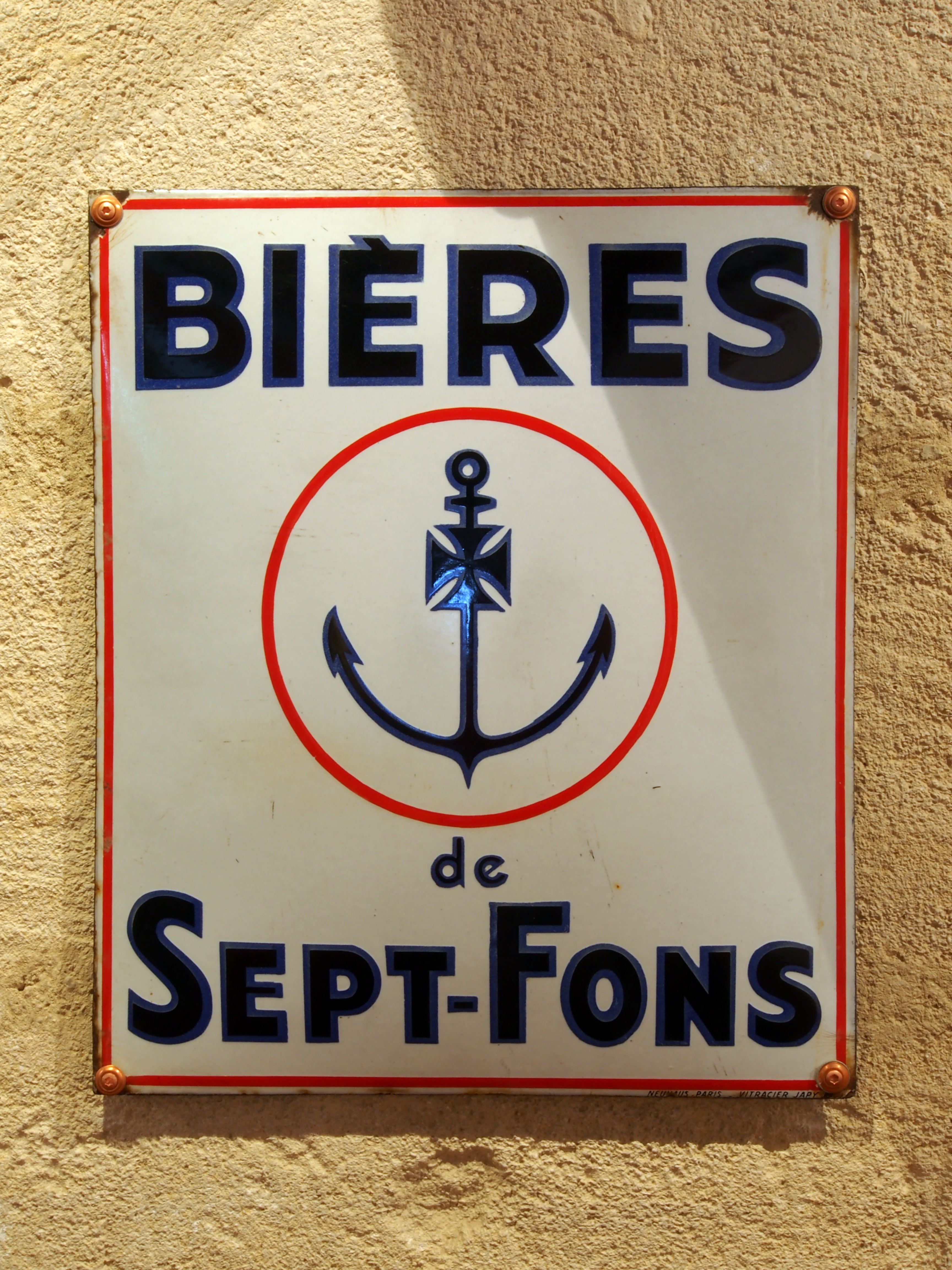

Verso il 1890, Don Sébastien, abate di Mont des Cats, diventato abate di Sept-Fons nel 1887, decide di aprire un'industria della birra per recuperare l'abbazia. Era una scommessa osata in una regione più abituata al vino, ma la birra prodotta, una birra di bassa fermentazione ma di qualità, venne subito ricompensata da medaglie a molti concorsi (medaglia d'oro all'esposizione delle industrie della birra francesi di Parigi nel 1891, medaglia d'oro dell'accademia delle scienze ed arti industriali di Bruxelles, e un diploma d'onore del contributo internazionale di Bruxelles nel 1892).
L'industria della birra, che ha una capacità di 40000 hl annuali, è un pozzo finanziario per la Comunità che si serve di numerosi laici. L'Abate, incapace di garantire l'equilibrio finanziario, subisce il contraccolpo delle leggi del 1901 ed il 1904 della Terza Repubblica francese: l'abbazia viene infine riacquistata nel 1904 dalla società «brasserie de sept fons». La società conserva il nome - e la qualità - della birra, la quale si guadagna ancora alcuni riconoscimenti (fra cui una medaglia d'oro a Parigi nel 1906), ma cessa definitivamente la sua produzione verso 1935.

## Prodotti

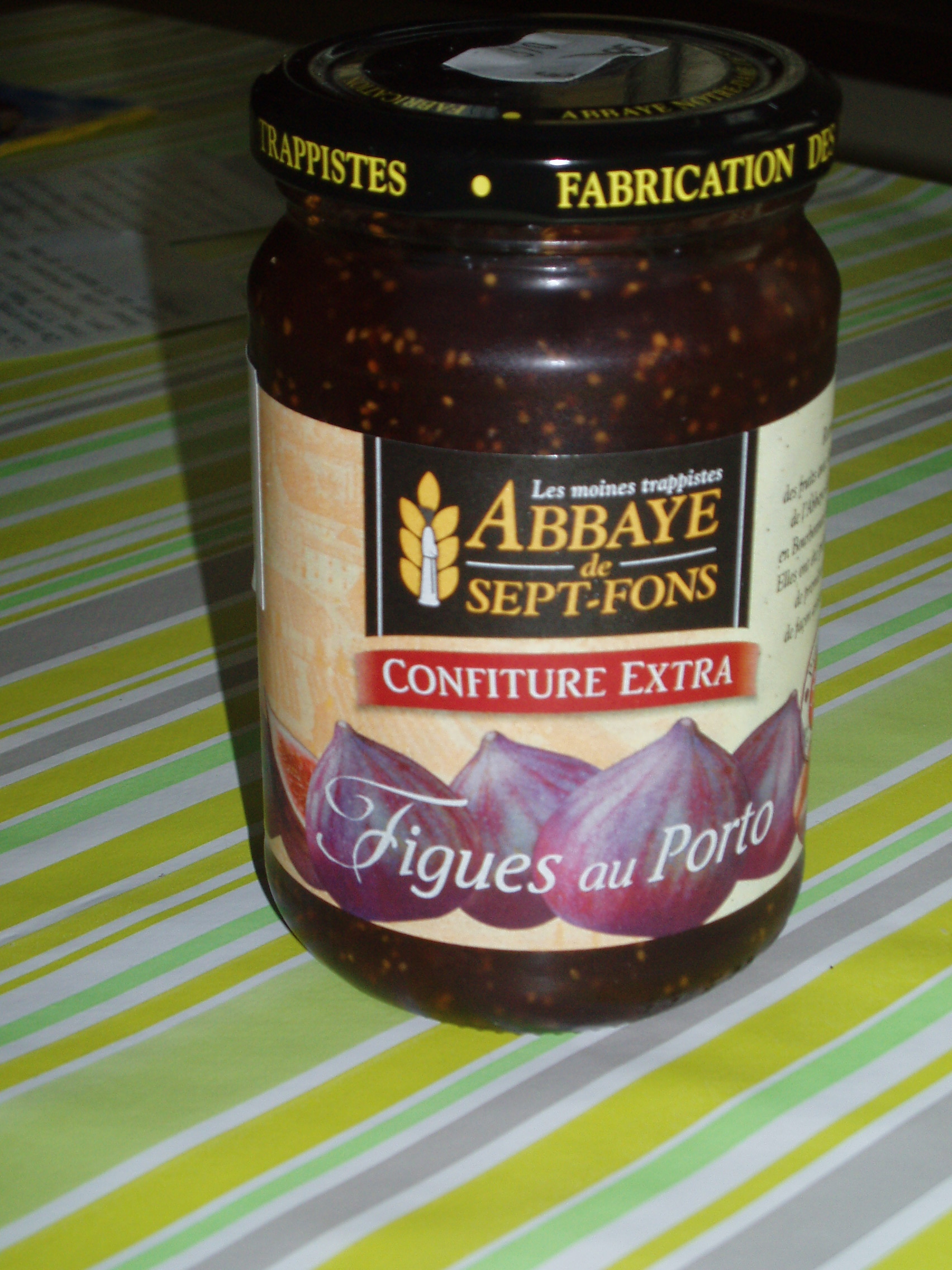
Confettura di fichi con Porto

- Confetture
- Miele
- Cereali
- Biscotti
- Senape